# Continuité des parcs
 (octobre 2022).
Si vous disposez d'ouvrages ou d'articles de référence ou si vous connaissez des sites web de qualité traitant du thème abordé ici, merci de compléter l'article en donnant les références utiles à sa vérifiabilité et en les liant à la section « Notes et références ».
Continuité des parcs (en espagnol Continuidad de los parques) est une nouvelle de Julio Cortázar publiée en 1956 dans son recueil intitulé Fin d'un jeu puis plus tard dans la réédition du recueil Les Armes secrètes, dont la première édition date de 1959. Cette nouvelle est l'une des plus célèbres de son auteur, elle s'achève sur un retournement final fondé sur une métalepse.

## Résumé
Cette nouvelle raconte l'histoire d'un homme d'affaires qui est en train de lire un roman. Confortablement assis dans un fauteuil de velours vert, avec une vue sur un parc planté de chênes, il est absorbé par l’univers de la fiction, victime consentante d’une jouissive « illusion romanesque », comme l’indique le narrateur omniscient.